# Lottoziehung 6 aus 45 mit Joker

Logo des Jokers

Die Lottoziehung 6 aus 45 mit Joker ist die mittwochs und sonntags im öffentlich-rechtlichen Sender ORF 2 präsentierte Übertragung der Lottoziehung in Österreich. Die Ziehung der Gewinnzahlen findet jeden Mittwoch um 18.47 Uhr und am Sonntag um 19.17 Uhr statt. Die erste Lottoziehung aus 6 aus 45 erfolgte am 7. September 1986. Zusätzlich gibt es in Österreich ein Zahlenlotto 1-90, welches am Dienstag, Donnerstag und Samstag gezogen wird. Unter Kaiserin Maria Theresia wurde das Zahlenlotto am 21. Oktober 1752 erstmals durchgeführt.
Seit dem 7. September 2014 präsentiert sich die Sendung aus einem neuen Studio.

## Verlauf
Nach dem Vorspann werden die Höchstgewinne der letzten Lottoziehung zur Sprache gebracht. Danach werden sämtliche Lottokugeln gezeigt, gleichzeitig wird dem Zuseher versichert, dass die Ziehung von einem Notar beaufsichtigt werde und die Kugeln sowie der Glückstrichter geprüft worden seien. Kurze Zeit später beginnt die Ziehung der sechs Lottozahlen. Nachdem dies geschah, wird die Zusatzzahl ermittelt. Die sechs Lottozahlen werden am Ende der Lottoziehung in aufsteigender Reihenfolge von der Person, die die Moderation führt, wiederholt und auch die Zusatzzahl wird ein zweites Mal erwähnt. Anschließend erfolgt die Jokerziehung mit einem ähnlichen Procedere.
Die gezogenen Lottozahlen sind in allen großen Zeitungen Österreichs aufgelistet und auf win2day sowie auf Lotterien.at abrufbar.

## Moderatoren
Derzeitige Moderatoren:
- Evelyn Vysher (24. September 2003–2007, seit 2013)
- Thomas May (seit 2006)
- Ralph Huber-Blechinger (seit 2019)

Ehemalige Moderatoren:
- Carolyn Aigner (2003–2004)
- Karin Schranz-Klippl (2003–2013)
- Daniel Kulovits (2003)
- Sandra Littomericzky (2002–2004)
- Jenny Pippal (1987–2002)
- Alexander Rüdiger (2002–2003)
- Michael Schrenk (19??–2017)
- Vivienne Vidal (2002)

## Mittwochslotto
Bis zum 31. August 1997 erfolgte die Lottoziehung ausschließlich am Sonntagabend. Am 3. September 1997 präsentierte man erstmals eine Lottoziehung am Mittwoch. Im Gegensatz zur Mittwochsziehung in Deutschland verwendet man zur Ermittlung der Lottozahlen dasselbe „Glückstrichter“ genannte Ziehungsgerät. Auch in Sachen Design und Räumlichkeiten unterscheidet sich die Mittwochsausgabe nicht von der, welche am Ende der Woche im Fernsehen ausgestrahlt wird.

## Freitagslotto
Seit 13. März 2020 werden in unregelmäßigen Abständen Freitagsziehungen durchgeführt, die als Lotto Bonus Ziehung vermarktet werden. Dabei handelt es sich prinzipiell um reguläre Lottoziehungen, in deren Rahmen unter den teilnehmenden Lottoscheinen 300.000 € zusätzlich verlost werden.

### Bisherige Ziehungen
| Datum              | Moderation                           |
| ------------------ | ------------------------------------ |
| 13. März 2020      | Silvia Schneider, Norbert Oberhauser |
| 19. Juni 2020      | Silvia Schneider, Norbert Oberhauser |
| 13. November 2020  | Silvia Schneider, Norbert Oberhauser |
| 8. Jänner 2021     | Nina Kraft                           |
| 12. Februar 2021   | Kristina Inhof                       |
| 12. März 2021      | Karl Ploberger                       |
| 9. April 2021      | Eva Pölzl                            |
| 14. Mai 2021       | Cesár Sampson                        |
| 9. Juli 2021       | Alfons Haider                        |
| 13. August 2021    | Cornelia Kreuter                     |
| 10. September 2021 | Christine Reiler                     |
| 8. Oktober 2021    | Peter Rapp                           |
| 12. November 2021  | Andreas Onea                         |
| 14. Jänner 2022    | Rainer Schönfelder                   |
| 11. Februar 2022   | Maria Santner                        |
| 11. März 2022      | Lukas Perman                         |
| 8. April 2022      | Marcus Wadsak                        |
| 13. Mai 2022       | Philipp Jelinek                      |
| 8. Juli 2022       | Marco Ventre                         |
| 12. August 2022    | Marion Nachtwey                      |
| 16. September 2022 | Andreas Ferner                       |
| 14. Oktober 2022   | Barbara Karlich                      |
| 11. November 2022  | Roman Mählich                        |
| 13. Jänner 2023    | Marco Ventre                         |
| 10. Februar 2023   | Teresa Vogl                          |
| 13. März 2023      | Bianca Steiner                       |
| 14. April 2023     | Sasa Schwarzjirg                     |
| 12. Mai 2023       | Martina Reuter                       |
| 14. Juli 2023      | Alfons Haider                        |
| 11. August 2023    | Alina Zellhofer                      |
| 7. September 2023  | Philipp Jelinek                      |
| 13. Oktober 2023   | Missy May                            |
| 10. November 2023  | Maggie Entenfellner                  |
| 12. Jänner 2024    | Marcus Wadsak                        |
| 9. Februar 2024    | Roman Mählich                        |
| 8. März 2024       | Sasa Schwarzjirg                     |
| 12. April 2024     | Cesár Sampson                        |
| 17. Mai 2024       | Cornelia Kreuter                     |
| 12. Juli 2024      | Corinna Kamper                       |
| 9. August 2024     | Elisabeth Görgl                      |
| 13. September 2024 | Marcel Kilic                         |
| 11. Oktober 2024   | Kristina Sprenger                    |
| 8. November 2024   | Cornelia Kreuter                     |
| 10. Jänner 2025    | Armin Assinger                       |
| 14. Februar 2025   | Teresa Vogl                          |
| 14. März 2025      | Lilian Klebow                        |
| 11. April 2025     | Alina Zellhofer                      |
| 9. Mai 2025        | Cornelia Kreuter                     |
| 13. Juni 2025      | Alina Eberstaller                    |
| 11. Juli 2025      | Tina Ritschl                         |
| 25. Juli 2025      | Lisa Makas                           |
| 8. August 2025     | Martina Reuter                       |
| 5. September 2025  |                                      |
| 10. Oktober 2025   |                                      |
| 14. November 2025  |                                      |
| 12. Dezember 2025  |                                      |

## LottoPlus

Logo von Lotto Plus

Seit 20. September 2017 veranstalten die Österreichischen Lotterien LottoPlus als zusätzliche optionale Wette. Nach jeder Lottoziehung werden aus einem separaten Ziehungsgerät sechs weitere Zahlen gezogen, jedoch keine Zusatzzahl. Die Teilnahme an LottoPlus kostet 50 Cent pro Tipp; es werden dabei dieselben Tipps wie bei der klassischen Ziehung gespielt, die damit Voraussetzung für die Teilnahme an LottoPlus ist. Einen Jackpot gibt es nicht, wenn es bei der jeweiligen Ziehung keinen Sechser gibt, wird die Gewinnsumme des 1. Gewinnranges an die Gewinner im nächstniedrigeren Rang aufgeteilt.

## Entwicklung
Etwas mehr als zwei Jahre nach der ersten Lottoziehung im September 1986 ergänzte man die Lottoziehung mit dem Joker als optionale Wette. 2004 erhöhte man den Preis für einen Lottotipp von 75 Cent auf 85 Cent, vier Jahre später wurde der Preis um weitere 15 Cent erhöht. Von 2010 bis 2014 kostete ein Lottotipp ohne Joker 1,10 Euro, aktuell betragen die Kosten pro Tipp 1,20 Euro. Der erste Fünffach-Jackpot ereignete sich am 25. Mai 2008. Am 8. September 2010 führte man eine sogenannte „Lottoreform“ durch, die einen Mindestgewinn von 1 Million Euro bei einem Einzel-Sechser versprach. Außerdem fügte man unter anderem die Gewinnränge 3er und 4er mit Zusatzzahl hinzu. Die Live-Übertragung der Ziehung wird von einem Moderator des Österreichischen Rundfunks präsentiert.

### Höchste Gewinnsummen
| Gewinn          | Bundesland       | Ziehungsdatum      |
| --------------- | ---------------- | ------------------ |
| € 14.926.157,30 | Niederösterreich | 21. November 2018  |
| € 11.152.282,90 | Steiermark       | 22. September 2024 |
| € 10.887.160,80 | Kärnten          | 16. Oktober 2024   |
| € 9.802.237,50  | Oberösterreich   | 27. April 2022     |
| € 9.643.151,70  | Wien             | 12. August 2015    |
| € 9.625.763,10  | Steiermark       | 11. Dezember 2024  |
| € 9.437.932,50  | Wien             | 15. August 2012    |
| € 9.231.788,80  | Wien             | 9. Juni 2013       |
| € 9.165.954,00  | Oberösterreich   | 27. Dezember 2020  |
| € 8.905.907,20  | Wien             | 22. Dezember 2010  |
| € 8.842.084,10  | Niederösterreich | 27. Februar 2011   |
| € 7.920.342,90  | Niederösterreich | 21. Oktober 2009   |
| € 7.535.657,60  | Tirol            | 28. April 2024     |
| € 7.529.720,10  | Wien             | 13. Dezember 2009  |
| € 7.354.985,50  | Tirol            | 22. April 2012     |
| € 7.288.891,90  | Steiermark       | 4. Juni 2023       |
| € 7.254.065,00  | Wien             | 10. Juli 2011      |
| € 7.205.587,00  | Kärnten          | 23. September 2012 |
| € 7.164.511,40  | Vorarlberg       | 19. Februar 2003   |
| € 7.157.717,80  | Tirol            | 5. Juni 2011       |